# Cut (Zeitschrift)
Cut (Eigenschreibweise CUT das broadcast-magazin) ist eine Fachzeitschrift für Journalismus in elektronischen Medien. Sie wurde 1997 in Frankfurt am Main gegründet. Seit 2003 nennt sich die Zeitschrift im Untertitel „Das Broadcast-Magazin“. Mit der Ausgabe Dezember 2008 wurde die Printversion eingestellt. Die Zeitschrift wird in einer im Umfang stark reduzierten Onlinefassung weiter betrieben. Schwerpunkt der Berichterstattung bilden Branchenberichte und neue technische Entwicklungen.

## Geschichte
Cut galt als führendes deutschsprachiges Fachmagazin für Audio- und Videotechnik im Rundfunkbereich und hatte zuletzt eine Druckauflage von 8.100 Exemplaren. Anfangs erschien Cut gemeinsam mit dem Medium Magazin, das sich in der Folge auf den Printbereich spezialisierte, im Salzburger Medienfachverlag Oberauer. Ab 2003 wurde die Zeitschrift im eigenen Verlag, der CUT Media GmbH mit Sitz in Frankfurt am Main, herausgegeben und erschien monatlich.
Chefredakteur war bis 2008 Florian Schwinn. Seit der Ausgabe Juni 2008 wird Cut von Kurt Estel (Verleger und Redaktionsleiter) geführt, der auch für die Onlineversion verantwortlich zeichnet.

## Pressestimmen
Die BBC nennt Cut „the leading broadcast-magazine in German language“. Walther von La Roche urteilt: „Das Praxisblatt für Radio und TV ist die zweimonatlich erscheinende Zeitschrift ‚Cut‘. Sie bringt Personalien und Nachrichten aus der Szene, Fachartikel über Radio- und TV-Berufe und -Tätigkeiten, und viel Technik, nicht nur für Studios, sondern auch für freie Mitarbeiter, daheim oder unterwegs.“